# Esther Estévez
Esther Estévez Casado (Verim, 18 de novembro de 1997), é uma jornalista espanhola, mais conhecida por ser apresentadora do programa Dígocho eu da TVG, um programa de divulgação para incentivar o uso da língua galega.

## Trajetória
Estudou jornalismo na Universidade de Santiago de Compostela, estagiando na Rádio Galega e Nós Televisión. Desde setembro de 2019, trabalha no departamento de Tempo Real, na Área de Informação da TVG, e apresenta o programa Dígocho eu desde Janeiro de 2020. Trata-se de um programa diário de curta duração que é transmitido através do site da emissora, e de redes sociais como YouTube, Instagram e TikTok.
Em 18 de outubro de 2020, Estévez pasou a apresentar tamén o programa Cachadas, un espaço semanal de humor que compila alguns dos momentos divertidos da programação da TVG. Participou também em outros programas da TVG como o Luar ou o especial de 25 de julho de 2022.
Desde 17 de maio de 2021, Esther apresenta Dígocho eu no Twitch da CRTVG com dois programas semanais: o primeiro, «O reto do #DígochoEu», onde realiza entrevistas e provas linguísticas a personagens relevantes galegofalantes; e o segundo, «Apuntamento lusófono», que é transmitido desde 19 de maio, o qual apresenta junto ao ator português Rodrigo Paganelli, onde Esther trata de aprender português, e Rodrigo galego. Posteriormente, estes programas são enviados à página web e ao canal de YouTube da TVG.
Em 19 de março de 2022, Esther recebeu o Prémio Mestre Mateo de melhor comunicadora na 20ª edição dos prémios pelo programa Dígocho eu, que também ganhou o prémio de melhor programa de televisão. Na 21ª edição dos Prémios Mestre Mateo, voltou a ganhar outra vez o prémio de melhor comunicadora.
Em 2023, passa a apresentar o Luar após a saída temporária de Xosé Ramón Gayoso.

## Prémios e indicações

### Prémios Mestre Mateo
| Ano  | Categoria           | Programa   | Resultado |
| ---- | ------------------- | ---------- | --------- |
| 2022 | Melhor comunicadora | Dígocho eu | Venceu    |
| 2023 | Melhor comunicadora | Dígocho eu | Venceu    |